# Freyeria minuscula
Freyeria minuscula är en fjärilsart som beskrevs av Aurivillius 1909. Freyeria minuscula ingår i släktet Freyeria och familjen juvelvingar. Inga underarter finns listade i Catalogue of Life.